# Beautiful Soul
Beautiful Soul è l'album di debutto del cantante e attore statunitense Jesse McCartney, pubblicato nel 2004. L'album è stato un successo negli Stati Uniti d'America guadagnandosi anche il disco di platino e ricevendo il primo posto nella Top 20 con il singolo Beautiful Soul.

## Tracce
Worldwide edition:
1. She's No You – 3:35 (Matthew Gerrard, Jesse McCartney, Robbie Nevil)
2. Beautiful Soul – 3:35 (Adam Watts/Andy Dodd)
3. Get Your Shine On – 3:12
4. Take Your Sweet Time – 4:05
5. Without U – 3:12
6. Why Don't You Kiss Her? – 3:23
7. That Was Then – 3:45
8. Come to Me – 3:50
9. What's Your Name? – 3:32
10. Because You Live – 3:19
11. Why is Love So Hard to Find? – 4:10
12. The Stupid Things – 3:37
13. Good Life – 3:20 (Hidden)
14. Best Day of My Life – 3:13 – Taiwan/Japan/UK Bonus track
15. The Stupid Things (Acoustic version) – Taiwan/Japan Bonus track

Taiwan Special Edition (Beautiful Soul (Limited Repackage)) (CD + VCD)
- CD:

1. She's No You – 3:35
2. Beautiful Soul – 3:50
3. Get Your Shine On – 3:35
4. Take Your Sweet Time – 3:44
5. Without U – 3:32
6. Why Don't You Kiss Her? – 4:11
7. That Was Then – 3:19
8. Come to Me – 3:12
9. What's Your Name? – 4:03
10. Because You Live – 3:36
11. Why is Love So Hard to Find? – 3:22
12. The Stupid Things – 3:13
13. The Best Day of My Life
14. The Stupid Things (Acoustic Version)

- VCD:

1. Taiwan ID
2. Beautiful Soul MV
3. Beautiful Soul / She's No You
4. Interview

Japan Special Edition (Beautiful Soul + Up Close CD + DVD)
- CD:

1. She's No You – 3:35
2. Beautiful Soul – 3:50
3. Get Your Shine On – 3:35
4. Take Your Sweet Time – 3:44
5. Without U – 3:32
6. Why Don't You Kiss Her? – 4:11
7. That Was Then – 3:19
8. Come to Me – 3:12
9. What's Your Name? – 4:03
10. Because You Live – 3:36
11. Why is Love So Hard to Find? – 3:22
12. The Stupid Things – 3:13
13. Take Your Sweet Time (Sugar Mix)
14. The Best Day of My Life
15. The Stupid Things (Acoustic Version)
16. Good Life
17. Beautiful Soul (DF Mix)
18. She's No You (feat. Fabolous) (Neptunes Remix)
19. She's No You (Neptunes Remix)
20. Beautiful Soul (Stripped Raw and Real)
21. She's No You (Stripped Raw and Real)
22. When You Wish Upon a Star

- DVD:

1. Beautiful Soul (Video)
2. She's No You (Video)
3. Because You Live (Video)
4. Good Life (Video)
5. She's No You (Special Performance Video)
6. Beautiful Soul (Live Studio Performance)
7. She's No You (Live Studio Performance)
8. What's Your Name? (Live Studio Performance)
9. Without U (Live Studio Performance)
10. Blackbird (Live Studio Performance)
11. The Stupid Things (Live Studio Performance)
12. Beautiful Soul (Behind the Scenes)
13. She's No You (NYC Video Shoot)
14. Get Your Shine On (At the Shoot)
15. On the Road (Behind the Scenes)
16. How I Got Started (In Depth Interview)
17. On the Album (In Depth Interview)
18. Exposed (In Depth Interview)
19. In Taiwan (In Depth Interview)
20. Stories (In Depth Interview)
21. March 2005 Japanese Exclusive Interview
22. March 2005 Making of ″She's No You″ Promo Video Shoot - Japan Version
23. April 2005 Making of the Taiwan Promo Tour
24. June 2005 Making of NYC Concert Japan Tour